# Wilhelm Henzen (Dichter)
Carl Georg Wilhelm Henzen (* 30. November 1850 in Bremen; † 11. September 1910 in Leipzig) war ein deutscher Dichter, Librettist, Dramaturg und Redakteur.

## Leben
Henzen wurde in Bremen als Sohn des Großkaufmanns Georg Carl Henzen (1817–1855) und dessen Ehefrau Dorothea Charlotte Kühtmann (auch Küthemann) (1818–1855) geboren. Nach dem Abitur studierte er in Leipzig Musikwissenschaft und Philosophie. Sein 1874 erschienenes Bühnenstück „Die Kypseliden“ war gleich ein Erfolg, so dass er sich entschloss, sein Studium aufzugeben und sich freiberuflich ganz der Dichtkunst zu widmen.
1877 gründete er die Zeitschrift „Dramaturgische Blätter – eine Zeitschrift für die Deutsche Bühne“ und gehörte zur Leitung des Leipziger Lessing-Vereins. 1881 wurde er Dramaturg am Stadttheater Leipzig, beendete diese Tätigleit aber nach 3 Jahren, um sein Studium abzuschließen.
Er wurde 1890 in Leipzig promoviert mit einer Arbeit Über die Träume in der altnordischen Sagalitteratur und war danach wieder tätig als Dramaturg und Schriftsteller. Er hinterließ mehr als 30 Bühnenwerke zumeist historischen Inhalts, die er unter seinem eigenen Namen bzw. unter dem Pseudonym Fritz von Sakken (auch Fritz von Sacken) veröffentlichte und die deutschlandweit aufgeführt wurden.
Er war zudem Geschäftsführer der Deutschen Genossenschaft dramatischer Autoren und Komponisten.
Henzen blieb unverheiratet und war nach diversen Berichten homosexuell. Er war u. a. befreundet mit dem Komponisten Franz von Holstein und dem Bremer Schriftsteller, Bibliothekar und Kritiker Heinrich Bulthaupt, mit dem er in engem Briefkontakt stand und für den er im Bremer Künstlerverein die Gedächtnisrede hielt.
Der Philologe, Epigraphiker und Archäologe Wilhelm Henzen (1816–1887) war der Bruder seines Vaters.

## Schriften
- https://portal.dnb.de/opac/showLastResultSite?currentResultId=auRef%3D119242559%26any&currentPosition=0, Deutsche Bibliothek